# 泰蒂伊夫區

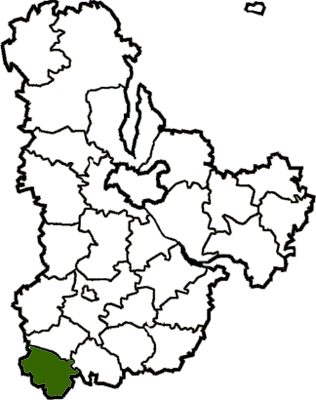
废除前泰蒂伊夫區在基辅州的位置

泰蒂伊夫區（烏克蘭語：Тетіївський район），又按俄语名译为捷季耶夫區，曾是烏克蘭的一個區，位於該國中北部，由基輔州負責管轄，首府設於泰蒂伊夫，面積756平方公里，2015年人口32,746，人口密度每平方公里43.31人。
该区在2020年7月18日的乌克兰行政区划改革中被撤销，改革后基辅州下分为7个区。